# PLEKHJ1
PLEKHJ1 (англ. Pleckstrin homology domain containing J1) – білок, який кодується однойменним геном, розташованим у людей на короткому плечі 19-ї хромосоми. Довжина поліпептидного ланцюга білка становить 149 амінокислот, а молекулярна маса — 17 551.
| 10         |  | 20         |  | 30         |  | 40         |  | 50         |
| ---------- |  | ---------- |  | ---------- |  | ---------- |  | ---------- |
| MRYNEKELQA |  | LSRQPAEMAA |  | ELGMRGPKKG |  | SVLKRRLVKL |  | VVNFLFYFRT |
| DEAEPVGALL |  | LERCRVVREE |  | PGTFSISFIE |  | DPERKYHFEC |  | SSEEQCQEWM |
| EALRRASYEF |  | MRRSLIFYRN |  | EIRKVTGKDP |  | LEQFGISEEA |  | RFQLSGLQA  |

A: Аланін

C: Цистеїн

D: Аспарагінова кислота

E: Глутамінова кислота

F: Фенілаланін

G: Гліцин

H: Гістидин

I: Ізолейцин

K: Лізин

L: Лейцин

M: Метіонін

N: Аспарагін

P: Пролін

Q: Глутамін

R: Аргінін

S: Серин

T: Треонін

V: Валін

W: Триптофан